# Irene Georgii-Hildebrand
Irene Georgii-Hildebrand (* 22. Januar 1880 in Florenz; † 24. Januar 1961 in München; geborene Irene Hildebrand) war eine deutsche Bildhauerin.

## Leben und berufliche Entwicklung

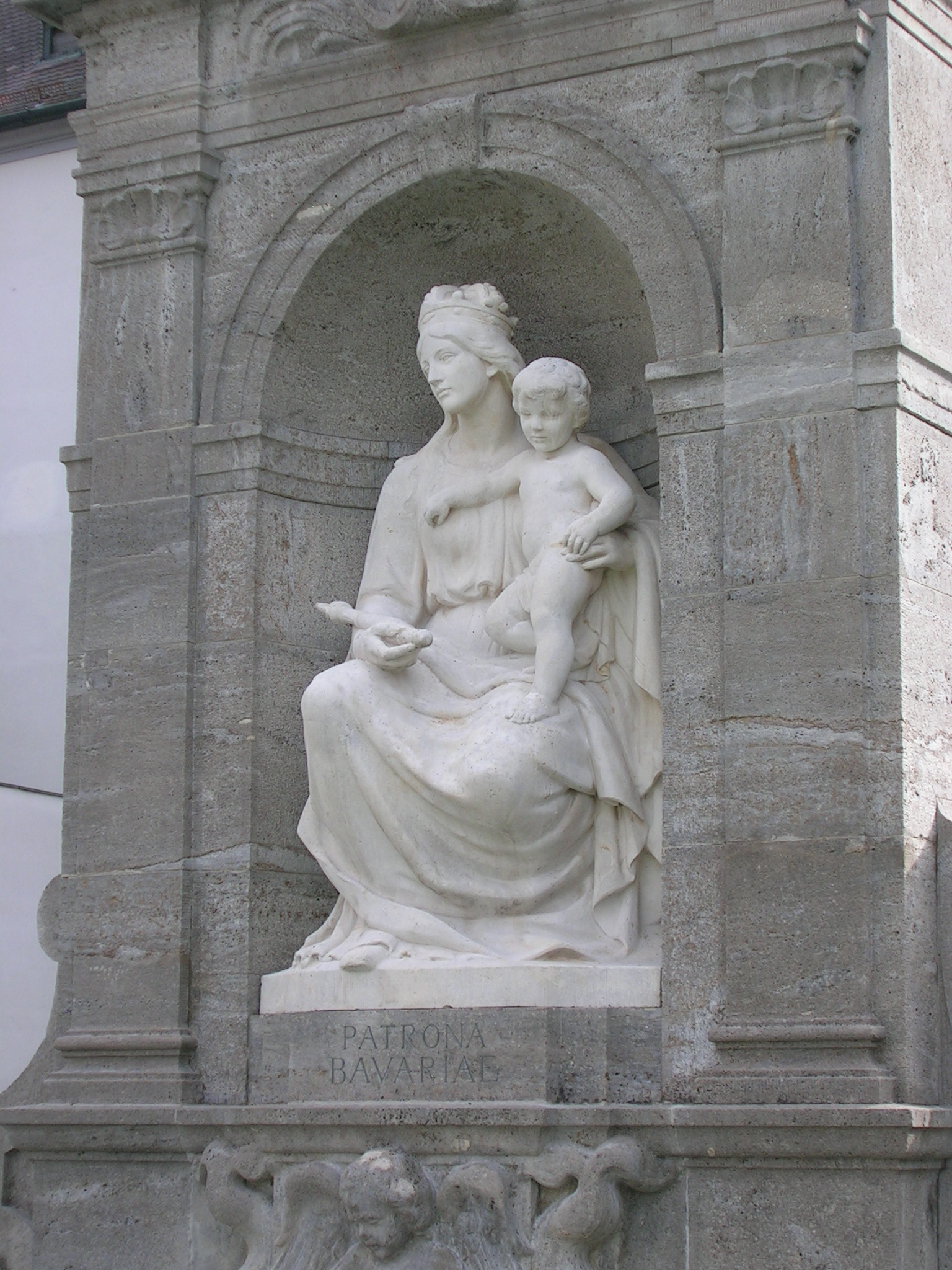
Patrona Bavariae auf dem Wittelsbacher Brunnen in Eichstätt

Irene Hildebrand war das dritte von sechs Kindern des deutschen Bildhauers Adolf von Hildebrand und seiner Ehefrau Irene (geb. Schäuffelen). Bei ihrer Geburt lebte die Familie in Florenz. Irene wuchs im Künstlerdomizil ihres Vaters in San Francesco auf. Alle Hildebrand-Kinder wurden liberal erzogen. Die Kunsthistorikerin Mary Berenson erinnert sich: 
They have never read but fine books (in all languages), never seen anything but the greatest works of art, never heard anything but the best music. [Sie bekamen nur erlesene Bücher zu lesen (in allen Sprachen), nur die großartigsten Kunstwerke zu sehen und hörten nur die beste Musik.]
Irene und ihre Schwester Elisabeth, die später Malerin wurde, zeigten früh künstlerisches Talent und wurden von den Eltern darin gefördert. So schufen die beiden Schwestern in der Florentiner Familienvilla ein Wandbild: Inspiriert von Renaissancemeistern wie Benozzo Gozzoli, malten sie einen Festzug vor einer toskanischen Landschaft.
1891 zog die Familie nach München, da Adolf von Hildebrand hier den Wittelsbacherbrunnen gestalten sollte. Die Hildebrands residierten nun im eigens für sie erbauten Hildebrandhaus. Der achtzehnjährigen Irene und ihrer Schwester wurden eigene Ateliers im ersten Stock eingerichtet. Unter der Förderung ihres Vaters entwickelte Irene ihr eigenes bildhauerisches Talent. In ihren Jugendjahren arbeitete sie vor allem an Reliefs und stehenden Figuren. Ein Beispiel dafür ist die Bronze Flora, die sich heute in der Sammlung der Kunstmuseen Krefeld befindet.
Ab 1902 begann Irene, ihre Arbeiten auszustellen, bis 1912 im Rahmen der Münchener Secession. Zu ihrem Werk zählen zahlreiche Büsten und Statuen. Eines ihrer wichtigsten und bekanntesten Werke ist die Patrona Bavariae auf dem Wittelsbacher Brunnen in Eichstätt, die 1906 in Zusammenarbeit mit ihrem Schwager, dem Münchner Architekten Carl Sattler entstand. Bei dieser Kunstausstellung war sie die einzige Frau. Wie alle Bildhauerinnen der Zeit hatte sie es trotz des berühmten Vaters schwer, sich in einem männlich dominierten Feld zu behaupten, denn die Bildhauerei galt als Beruf, für den Frauen weder die körperliche Kraft noch den „richtigen“ Geist mitbrächten. Es war üblich, dass Frauen von Familienmitgliedern oder befreundeten Künstlern lernten.
1907 heiratete Irene Hildebrand den Bildhauer Theodor Georgii, einen Schüler ihres Vaters. Zwischen 1908 und 1922 bekam das Paar fünf Kinder. Die bereits vor der Ehe bestehende enge künstlerische Zusammenarbeit beschrieb Irene so: „Uns interessieren die gleichen Probleme, und wir sind uns gegenseitig die besten Kritiker.“ Ab 1910 lebte die Familie im ersten Stock des Hildebrandhauses, wo sie bis 1934 blieb. Theodor Georgii nutzte das ursprünglich für Irene eingerichtete Bildhaueratelier. Auch Irenes Bruder, Dietrich von Hildebrand, wohnte mit seiner Familie im Haus. 
Mit der Gründung ihrer Familie trat Irene Georgii-Hildebrands Arbeit zunehmend in den Hintergrund. Sie stellte nur noch selten öffentlich aus. Ihre schöpferische Tätigkeit setzte sie jedoch kontinuierlich fort. Eine weitere zentrale Entwicklung dieser Jahre ist ihre religiöse Neuorientierung: In den 1910er-Jahren konvertierten alle Kinder Adolf von Hildebrands vom Protestantismus zum Katholizismus, der für sie Sozialismus, Christentum und Pazifismus verband. Irene Georgii-Hildebrand trat 1916 zur katholischen Kirche über, ihr Ehemann 1922. Beide wandten sich nun verstärkt der christlichen Kunst zu.
Nach dem Tod ihres Vaters Adolf von Hildebrand 1921 erbte Irene zusammen mit ihrem Bruder Dietrich die Villa. Unter dem  Nationalsozialismus in den frühen 1930er-Jahren verschlechterte sich ihre finanzielle Situation: Die Aufträge für Theodor Georgii nahmen stark ab, das Hildebrandhaus wurde verkauft und arisiert. Dietrich von Hildebrand emigrierte aus politischen Gründen. So wurde der Bauernhof in Höhenrain bei Bad Aibling, den die Familie Georgii seit 1919 besaß, zum neuen Lebensmittelpunkt für Irene Georgii-Hildebrands Familie. Hier schuf sie mit ihrem Mann zahlreiche religiöse Werke, 1928 die farbige Madonnenfigur aus Holz für die Lourdeskapelle auf dem Höhenrainer Kirchhof.
Ihre Lebensumstände bleiben jedoch angespannt. 1935 schrieb sie anlässlich des 70. Geburtstags ihrer Freundin, der Malerin Helene Raff: "Es schmerzt uns sehr, daß wir durch unsere pecuniär sehr gedrückte Lage Dich keineswegs gebührend feiern können".
Irene Georgii-Hildebrand starb 1961 im Alter von 81 Jahren in Großhöhenrain. In einem Nachruf wird sie mit den Worten zitiert: „Es war ein Leben in lauter Schönheit.“
Leben und Werk von Irene Georgii-Hildebrand sind bislang kaum erforscht. 